# Spanyolország címere

Spanyolország címere

Spanyolország címere négy egyenlő részre oszlik, ezek a négy királyságot jelképezik, amelyek összeolvadásával létrejött a Spanyol Királyság.

## Leírása
Az arany vár, amely vörös háttér előtt áll, Kasztíliát jelképezi, míg a lila oroszlán ezüst háttérben Leónt képviseli. A függőleges, vörös és arany sávok Aragónia egykori címerét jelképezik, ez a színösszetétel a mai napig Katalónia zászlaja. Végül az arany láncszemek Navarra királyságára emlékeztetnek. A négy királyság jelképeinek találkozásánál, a címer közepén kék háttérben három arany liliom látható, amely az uralkodó Bourbon-ház jelképe. A címer alsó szegletében gránátalma idézi fel a Granada-központú mór királyságot.
A címert két oszlop fogja közre. Ezek Héraklész oszlopai, amelyekkel az ókori világ a Gibraltári-szorost jelölte. Ezekre az oszlopokra egy vörös szalag tekeredett fel, amelyen a Plus Ultra felirat olvasható. Ez latinul azt jelenti, hogy tovább, előre. Az Atlanti-óceánra nyíló tengerszorost jelképező oszlopokon álló felirat az egykori tengerentúli gyarmatbirodalomra utal.
Az oszlopok csúcsán egy-egy korona látható, a bal oldali császári koronát, míg a másik királyi koronát ábrázol. Ez egyes spanyol uralkodók kettős szerepére utal, akik egy személyben német-római császárok is voltak. Mindezt a ma is használatos spanyol királyi korona fedi le.
A címer központi helyet foglal el a zászlóban.